# Ruellia praetermissa
Ruellia praetermissa là một loài thực vật có hoa trong họ Ô rô. Loài này được Schweinf. ex Lindau miêu tả khoa học đầu tiên năm 1894.